# کلاغ کالدونیای جدید
کلاغِ کالدونیای جدید (نام علمی: Corvus moneduloides)، گونه‌ای کلاغ از تیرهٔ کلاغان است که توانایی استفاده از ابزار را دارد و بومی کالدونیای جدید می‌باشد. به خاطر صدای متمایزش اغلب با نام «کوا کوا» به آن اشاره می‌کنند. این کلاغ طیف گسترده‌ای از مواد غذایی شامل انواع بسیاری از بی مهرگان، تخم، جوجه پرندگان، پستانداران کوچک، حلزون، مغزدانه و بذر می‌خورد. این گونه قادر به حل تعدادی از تست‌های شناختی پیچیده هم است که نشان باهوش بودن ویژهٔ او است. این پرنده می‌تواند قلاب بسازد و از آینه استفاده کند. این کلاغ‌ها و علتی که آن‌ها را وادار به ساخت ابزار کرده است، برای دانشمندان مدل باارزش غیرانسانی را فراهم کرده است تا با کمک آن بتوانند تأثیر ساخت و استفاده از ابزار را روی توسعه هوش درک کنند.

## توصیف
کلاغ کالدونیای جدید اندازه متوسطی دارد (۴۰ سانتیمتر طول) و از نظر اندازه شبیه کلاغ هندی است اما به نظر باریک‌تر است. بدن این پرنده کاملاً سیاه و پرهایش بنفش، آبی تیره و در نور خوب در برخی سبز و براق است. رنگ نوک و پاهایش همگی سیاه هستند. اندازه منقار متوسط است اما مطلب غیرعادی این است که نوک فک پایین به سمت بالا زاویه‌دار است و از نیمرخ تا حدودی شبیهاسکنه شده است. گفته می‌شود فشار انتخابی نیاز به نگه داشتن ابزار به شکل مستقیم نوک پرنده را به این شکل درآورده است.
صدای پرنده «واا واا» یا «واک واک» لطیف و گاهی‌اوقات «کوا کوا» ی زمخت یا «واااارک» توصیف شده است. در کالدونیای جدید، به خاطر صدای متمایزش اغلب با نام «کوا کوا» به این پرنده اشاره می‌کنند.

## توزیع و زیستگاه
این پرنده بومی جزایر کالدونیای جدید در اقیانوس آرام است و در جنگل‌های انبوه زندگی می‌کند. این کلاغ تنها در جزیره اصلی Grande Terre و جزیره ماره یکی از جزایر لویالتی زندگی می‌کند…

## محیط زیست و رفتار

### استفاده از آینه
کلاغ‌های کالدونیای جدید نشان داده‌اند که قادر به گذراندن آزمون آینه هستند و این توانایی شناختی است که فقط تعداد کمی از گونه‌ها توانایی آن را دارند. با استفاده از آینه، کلاغ‌های کالدونیای جدید قادر به یافتن اشیایی هستند که در دیدرس آن‌ها نیست. با این حال، این کلاغ‌ها قادر به تشخیص خوددر آینه نیستند، کلاغ‌های دیگر این توانایی را دارند…

## ساخت قلاب
کلاغ کالدونیای جدید با قطعاتی از شاخه‌های گیاهان قلاب درست می‌کند و با این قلاب به راحتی خوراک موردنظرش را از سوراخ‌های کوچک تنه درختان بیرون بکشد. پژوهشگران با انجام آزمایشی بر روی کلاغ کالدونیای جدید دریافتند که این پرنده می‌تواند از ابزارهای قلاب‌مانند استفاده کند و با استفاده از آن در مقایسه با تکه چوب ساده ۱۰ برابر آسان‌تر به غذای خود برسد.